# Lenny Joseph
Lenny Joseph, né le 12 octobre 2000 à Paris, est un footballeur français, qui joue au poste d'attaquant au Ferencváros TC.

## Biographie
Lenny Joseph est formé au Paris Saint-Germain, puis joue à l'AS Montferrand avant de rejoindre Le Puy.
Après un passage d'un an à l'US Boulogne Côte d'Opale, il fait son retour au Puy en National 2.
Le 6 mars 2021, il marque le seul but de la rencontre de 16e de finale Coupe de France face aux professionnels du FC Lorient.

### FC Metz
Il signe son premier contrat professionnel avec le FC Metz en juin 2021, d'une durée de trois saisons. Il dispute son premier match de Ligue 1 le 8 août 2021 contre Lille en remplaçant Ibrahima Niane à vingt minutes du terme (1re journée, 3-3). Pour sa première saison en Moselle, il n’apparaît qu'à 8 reprises en championnat, entrant à chaque fois en cours de jeu. Au terme de la saison, le club termine 19e et est relégué en Ligue 2.
Le 10 janvier 2023, pour sa deuxième titularisation de la saison, il inscrit un doublé face au Nîmes Olympique (18e journée, victoire 1-4), ses deux premiers buts en championnat. Il enchaîne alors les titularisations, débutant dans le onze de départ à 6 reprises entre la 18e et la 24e journée. À partir d'avril, il retrouve sa place de joueur de rotation, ne participant qu'à 68 minutes de jeu en 10 entrées en jeu. Il conclut sa saison avec 29 apparitions en Ligue 2, dont 7 titularisations et 3 buts inscrits. Deuxième du championnat, le FC Metz est promu en Ligue 1.

### Grenoble Foot 38
Il ne foulera pas de nouveau les pelouses de Ligue 1, prenant la direction du GF38, évoluant en Ligue 2, le 20 juillet 2023 où il paraphe un contrat de deux saisons. Sous les ordres de Vincent Hognon, il trouve une place de titulaire dans le club isérois. Il ouvre son compteur but le 21 octobre 2023 face au Valenciennes FC (11e journée, 3-3).

## Palmarès

### En club
FC Metz
- Championnat de France de deuxième division :
  - Vice-champion en 2023.